# Dreszczowiec

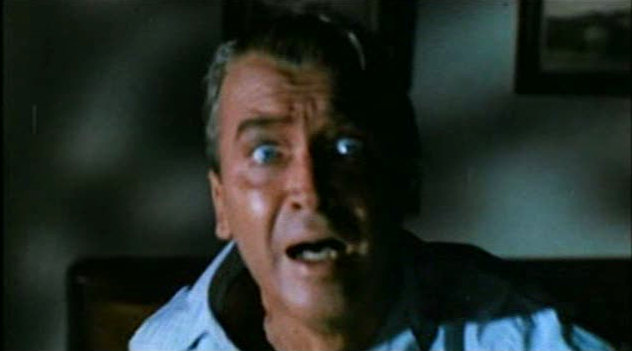
Kadr z filmu Zawrót głowy

Dreszczowiec (z ang. thriller) – rodzaj utworu sensacyjnego, powieści, filmu lub serialu telewizyjnego, mającego wywołać u czytelnika bądź widza dreszcz emocji. Wykorzystuje on napięcie, niepewność i tajemniczość jako główne elementy utworu.

## Charakterystyka
Fabuła podąża w kierunku punktu kulminacyjnego. Napięcie zazwyczaj pojawia się, gdy główny bohater znajduje się w niebezpiecznej sytuacji, z której ucieczka wydaje się niemożliwa, a jego życie jest zagrożone. W zależności od podgatunku fabuła dreszczowca opiera się zwykle na obronie jakiegoś dobra – życia ludzkiego, państwa, społeczności. Zaskakujące rozwiązanie akcji następuje pod koniec utworu. Często celem fabuły jest odkrycie, kto jest zabójcą spośród osób, których bohater nie podejrzewał. Prekursorem dreszczowca w filmie był Alfred Hitchcock (Ptaki). W literaturze elementy dreszczowca pojawiają się od XIX wieku (m.in. u Edgara Allana Poego, Nathaniela Hawthorne’a).

## Podgatunki dreszczowców
- komediowy – łączący w sobie elementy napięcia i humoru, np. Starsza pani znika
- konspiracyjny – główny bohater zwykle staje sam przeciwko dużej grupie wrogów lub odkrywa jakąś dużą intrygę, np. Chiński syndrom, Kod Leonarda da Vinci
- kryminalny – podgatunek z elementami kryminału i zwykle opiera się na aspektach psychologicznych. Głównymi motywami tych filmów są seryjni mordercy, psychopaci, gwałciciele lub porywacze, np. Psychoza, Milczenie owiec, Siedem, Zagadka zbrodni
- erotyczny – film lub literacki podgatunek będący mieszanką erotyki i thrillera. Popularność tego gatunku wzrosła w połowie lat 80., np. Żar ciała, Fatalne zauroczenie, Nagi instynkt, W sieci, Oczy szeroko zamknięte
- medyczny – toczący się w środowisku medycznym. Podejmuje tematykę zagrożenia życia ludzkiego i zagadnień związanych z bioetyką w obliczu zmian, jakie niesie współczesna medycyna, oraz powiązań świata medycznego ze środowiskiem przestępczym, np. Śpiączka
- polityczny – podgatunek, którego tematyka obejmuje walkę o władzę, korupcję, terroryzm lub inną szeroko pojętą tematykę polityczną, np. Przeżyliśmy wojnę, Dzień Szakala, Wszyscy ludzie prezydenta, Autor widmo
- psychologiczny – koncentrujący się na psychologicznych aspektach postępowania bohaterów, np. Zawrót głowy, Podziemny krąg, Wyspa tajemnic, Death Note
- szpiegowski – podgatunek, w którym główny bohater jest tajnym agentem, np. Osławiona, Teczka Ipcress (i następne z serii), Zawód: Szpieg, Uprowadzona, Turysta, seria filmów i książek o Jamesie Bondzie
- fantastycznonaukowy – podgatunek łączący w sobie elementy dreszczowca i science-fiction, np. Blade Runner, Terminator, Matrix, Incepcja